# Lomikámen nicí
Lomikámen nicí (Saxifraga cernua) je květina běžná v Arktidě a horách mírného pásu. Roste například v Norsku a Kanadě, na Islandu, Sibiři a Aljašce, ale i v Alpách nebo Skalnatých horách.
Obvykle dorůstá 10 až 20 cm, stonek mívá tři až sedm lístků. Lístky v dolní části rostliny mají dlouhé (1 až 5 cm) řapíky s chloupky a jsou laločnaté. Lístky v horní části rostliny jsou zmenšené (1,5 až 7 mm dlouhé), často listenovité. Lístky opadávají. Květ je na rostlině obvykle jeden na konci. Má okvětní bílé okvětní lístky, mnohem delší než kališní lístky. V paždích v horní části stonku vyrůstají hnědočervené pacibulky, pomocí kterých se rostlina vegetativně rozmnožuje.
Rostlina roste na navlhlých písčitých místech.